# Phong Thổ (thị trấn)
Phong Thổ  là thị trấn huyện lỵ của huyện Phong Thổ, tỉnh Lai Châu, Việt Nam.

## Địa lý
Thị trấn Phong Thổ nằm ở trung tâm huyện Phong Thổ, có vị trí địa lý:
- Phía đông giáp các xã Mường So và Khổng Lào
- Phía tây giáp xã Huổi Luông
- Phía nam giáp xã Mường So và huyện Sìn Hồ
- Phía bắc giáp xã Hoang Thèn.

Thị trấn có diện tích 44,42 km², dân số năm 2006 là 2.114 người, mật độ dân số đạt 48 người/km².

## Lịch sử
Huyện lỵ huyện Phong Thổ ban đầu đặt tại Mường So (trung tâm xã Mường So hiện nay). Sau chiến tranh biên giới năm 1979, huyện lỵ chuyển về khu vực hai xã Nậm Loỏng và Tam Đường.
Ngày 14 tháng 1 năm 2002, huyện Phong Thổ được chia thành hai huyện Phong Thổ và Tam Đường. Lúc này, thị trấn Phong Thổ trở thành huyện lỵ huyện Tam Đường mới thành lập, còn huyện lỵ mới của huyện Phong Thổ đặt tại Pa So (cách Mường So 10 km).
Ngày 10 tháng 10 năm 2004, Chính phủ ban hành Nghị định 176/2004/NĐ-CP. Theo đó, thành lập thị trấn Phong Thổ, thị trấn huyện lỵ huyện Phong Thổ trên cơ sở 100 ha diện tích tự nhiên của xã Hoang Thèn, 3.495,20 ha diện tích tự nhiên với 2.715 người của xã Mường So và 1.350 người (là cán bộ, công nhân viên chức các cơ quan, đơn vị của huyện) trên địa bàn.
Sau khi thành lập, thị trấn Phong Thổ có 3.595,20 ha diện tích tự nhiên và 4.065 người. Cùng ngày, thị trấn Phong Thổ cũ thuộc huyện Tam Đường được tách ra để thành lập thị xã Lai Châu mới (nay là thành phố Lai Châu).
Ngày 27 tháng 12 năm 2006, Chính phủ ban hành Nghị định 156/2006/NĐ-CP. Theo đó:
- Chuyển xã Huổi Luông thuộc huyện Sìn Hồ về huyện Phong Thổ quản lý
- Điều chỉnh 500 ha diện tích tự nhiên và 140 người của xã Huổi Luông vào thị trấn Phong Thổ.

Sau khi điều chỉnh địa giới hành chính, thị trấn Phong Thổ có 4.441,84 ha diện tích tự nhiên và 2.114 người.